# Берёза-2010
«Берёза-2010» — белорусский футбольный клуб из города Берёза Брестской области. Основан в 2010 году. Начал играть в национальных чемпионатах с 2010. Расформирован в 2016.
Матчи проводил на стадионе ДЮСШ-1 (3000 мест).

## Достижения
- Чемпионат Беларуси:
  - Вторая лига: 2 место (2011 год)
- Кубок Беларуси: 1/8 финала (2012/2013)

## Выступления в чемпионатах Беларуси
| Сезон | Лига | Место | И  | В  | Н | П  | М     | О  | Бомбардир          |
| ----- | ---- | ----- | -- | -- | - | -- | ----- | -- | ------------------ |
|       |      |       |    |    |   |    |       |    |                    |
| 2010  | Д3   | 6     | 34 | 16 | 6 | 12 | 57-55 | 54 | С.Герасименко — 24 |
| 2011  | Д3   | 2     | 30 | 22 | 7 | 1  | 77-28 | 73 | А.Стаин — 39       |
| 2012  | Д2   | 9     | 28 | 9  | 6 | 13 | 41-48 | 33 | С.Герасименко — 11 |

## Сотрудничество с «Динамо» (Минск)
«Берёза» являлась фарм-клубом участника Высшей лиги минского «Динамо». Титульный спонсор «Динамо» — ООО «Трайпл», — белорусская многопрофильная группа компаний, которая специализируется на оптовой торговле промышленными и продовольственными товарами. «Трайпл» также являлся спонсором «Берёзы». В 2015 году у группы компаний резко ухудшилось финансовое положение, и она отказалась от спонсорства «Берёзы-2010».

## Лучший бомбардир
- Лучший бомбардир — Андрей Стаин (39 голов).